# Järnringen (förlag)
Järnringen förlag var ett förlag som var aktivt mellan 2002 och 2011 och gav ut rollspel och skönlitterära romaner. Namnet till förlaget är hämtat från ett äventyr med samma namn till första versionen av rollspelet Mutant. Företaget meddelade den 9 april 2011 att de lade ner sin verksamhet och att rollspelet Coriolis tillsammans med Svavelvinter övergick i Fria Ligans regi.

## Andra inkarnationen
2013 meddelade grundarna till Järnringen att de startar upp förlaget igen men ska bara fokusera på att ge ut rollspelet Symbaroum. Efter att ha gett ut rollspelet och tillbehör därtill meddelade företaget 5 oktober 2018 att de går samman med Fria Ligan och tar med utgivningen av rollspelet Symbaroum dit. 

## Utgivna produkter

### Mutant: Undergångens arvtagare
Ett rollspel som var en nytolkning av Target Games klassiska utgåva av spelet från 1984. Utgivningen av rollspel till Mutant avslutades 2008. 

### Coriolis
Coriolis är ett sciencefiction-rollspel som utspelar sig i den tredje horisonten många tusen år i framtiden. Stor inspirationskälla är Tusen och en natt. När Järnringen lade ner sin verksamhet tog Fria Ligan över varumärke och utgivningen av spelet.  

### Symbaroum
Symbaroum är ett mörkt fantasyrollspel som från och med 2018 togs in under Fria Ligans namn i samband med de två företagens sammangående.
- Symbaroum - rollspelet (2014[5]) - Grundregler, utgivet på engelska som Symbaroum Core Book, 2015
- Kopparkronan (2014[6]) - Äventyr, första delen i kampanjen Törnekronan. Utgivet på engelska som The Copper Crown, 2016
- Tistla Fäste - Väktarens Vrede (2015[7]) - Äventyr. Utgivet på engelska som Thistle Hold - Wrath of the Warden, 2016
- Karvosti - Häxhammaren (2016[8]) - Kampanjmaterial, andra delen i kampanjen Törnekronan. Utgivet på engelska som Karvosti - The Witch Hammer, 2017
- Symbaroum - Spelledarskärm & Äventyrspaket 1 (2016) - Speltillbehör
- Symbaroum GM Screen (2016) - Speltillbehör
- Symbaroum - Advanced Player's Guide (2016) - Speltillbehör
- Symbaroum - Äventyrspaket 2 (2017[9]) - Äventyr. Utgivet på engelska som Adventure Pack 2, 2016
- Symbaroum - Förmågor & Krafter (2017) - Speltillbehör. Utgivet på engelska som  Abilities & Powers, 2017
- Slocknad stjärna: Yndaros (2017[10]) - Äventyr, tredje delen i kampanjen Törnekronan.
- Symbaroum - Monsterkodex (2018[11]) - Speltillbehör. Utgivet på engelska som Monster Codex, 2018
- Symbaroum - Äventyrspaket 3 (2018[12]) - Äventyr. Utgivet på engelska som Adventure Pack 3, 2018
- Symbaroum - Monsters & Traits (2018) - Speltillbehör

## Böcker
- De döda fruktar födelsen (2010[13]) - En mörk fantasy-berättelse skriven av Pål Eggert.
- Kapten Nova vid Planetpolisen (2009[14]) - En sciencefictionroman för ungdomar skriven av Henrik Örnebring.
- Vilddjuret vaknar (2009[15]) - Första boken om Agata Wäderby och hamnskiftarna. Skriven av Mattias Johnsson
- Skördedrottningen (2007[16]) -  En skräckroman som författats av Andreas Marklund.
- Blodsmak (2006[17]) - En sciencefictionroman i Mutant: Undergångens arvtagares värld. Skriven av Henrik Örnebring.
- Skenverk (2006[18]) - Den svenska utgåvan av boken "The Prestige" av Christopher Priest.
- Svavelvinter (2004[19]) - Första delen i Erik Granströms fantasyepos i konfluxsviten. Utgiven under varumärket Svensk Fantasy.